# Fabrice d'Almeida
Fabrice d'Almeida (Ajaccio, 15 de novembre de 1963) és un historiador francès, catedràtic d'història contemporània a l'Institut Francès de Premsa. És vicepresident de la Universitat Paris-II Panthéon-Assas.

## Biografia
És fill d'Hélène d'Almeida-Topor, especialista en estudis africans i particularment de la Dahomey (antic nom de Benin) i durant molt de temps un dels centres de figures del Centre de Recerca Africà de la Universitat Paris-I, nebot de Roland Topor i net de l'artista Abram Topor.
Llicenciat en història i antic membre de l'Escola Francesa de Roma, és professor a l'Institut français de presse de la Universitat Panthéon-Assas, on és director del Màster 2 "Mitjans i globalització". Cofundador del Grup d'estudis de les imatges fixes (GEIF), va dirigir l'Institut d'histoire du temps présent (IHTP) de 2006 a 2008.
El seu treball se centra en la cultura i la iconografia política a França i Itàlia. La seva obra Brève histoire du s. XXIe (2007) és especialment representativa del plantejament de la història de l'actualitat de la qual va ser amb Henry Rousso un dels principals instigadors. En un assaig amb Anthony Rowley, discuteix la història contrafactual, a través del concepte d'història potencial i ofereix per primera vegada a França una sèrie d'assajos breus en aquesta perspectiva. Pel que fa a la recerca sobre el nazisme, participa en la historiografia dels botxins, enfocament que posa l'accent en les motivacions dels criminals nazis.
Participa, entre d'altres, al programa de televisió Semaine critique ! (France 2), temporada 2010-2011, així com a la taula rodona mensual del programa La Fabrique de l'histoire (France Culture). Ha presentat La Case du siècle a France 5.
Des d'octubre 2016, Fabrice d'Almeida presenta L'info dans le rétro a Public Sénat, cada divendres a la nit a les 23 h i Histoire d’Outre-mer un diumenge al mes a les 20 h 50 a France O.
L'any 2018 va ser un dels signants del manifest contra el nou antisemitisme.
Fabrice d'Almeida va succeir Franck Ferrand com a assessor d'història d'Europe 1 el juliol de 2018.
El juny de 2021, respon als mitjans en línia Brut les preguntes essencials sobre què és el llibre escrit per Adolf Hitler, Mein Kampf.

## Publicacions

### Com a autor
- Images et propagande, Casterman, coll. « s.XXe » (núm.18), Paris, et Giunti, Florence, 1995, 191 p. ISBN 2-203-61019-0
- Histoire et politique, en France et en Italie : L'exemple des socialistes, 1945-1983, préf. Gaetano Arfé, École française de Rome, coll. « Bibliothèque des Écoles françaises d'Athènes et de Rome » (núm.302), Rome, 1998, 629 p. ISBN 2-7283-0528-5[9]
- La Manipulation, Puf, coll. « Que sais-je ? » (núm.3665), Paris, 2003, 128 p. ISBN 2-13-053332-9
- (dir.) Histoire des médias en France : De la Grande Guerre à nos jours, avec Christian Delporte, Flammarion, coll. « Champs », 2003 (núm. |3029) / « Université / Histoire », 434 p, Paris ISBN 2-08-083029-5[10]
- La vie mondaine sous le nazisme, éd. Perrin, 2006, 418 p. ISBN 2-262-02162-7
- Brève histoire du s.XXIe, éd. Perrin, 2007, 174 p. ISBN 978-2-262-02707-0
- La politique au naturel : Comportement des hommes politiques et représentations publiques en France et en Italie du Plantilla:Sp-, École française de Rome, coll. « Collection de l'École française de Rome » (núm.388), Rome, 2007, 525 p.ISBN 978-2-7283-0606-0
- Et si on refaisait l'histoire ?, amb Anthony Rowley, Odile Jacob, 2009, 222 p. ISBN 978-2-7381-2166-0
- (codir.) Pleasure and Power in Nazi Germany, avec Pamela E. Swett et Corey Ross, Palgrave-Macmillan, New York, 2011, 308 p. ISBN 978-0-230-27168-5
- Ressources inhumaines. Les gardiens de camps de concentration et leurs loisirs, Fayard, 2011 ISBN 2213661782
- Une histoire mondiale de la propagande. De 1900 à nos jours (en francès).  París: Éditions de la Martinière, 2013. ISBN 978-2-7324-5294-4.
- Sur la trace des serial killers. À chaque époque son tueur, amb Marjorie Philibert, Éditions de la Martinière, 2015, 212 p. ISBN 978-2732465432
- Nelson Mandela, PUF, 2018, 128 p.
- Archives secrètes des Armées, Gallimard, 2020, 240 p.

### Com a traductor
- Mario Isnenghi, La Première Guerre mondiale, Casterman, coll. « s.XXe » (núm.8), Paris, et Giunti, Florence, 1993, 159 p. ISBN 2-203-61008-5